# Kenyér és rózsa
A Kenyér és rózsa (eredeti címén: Bread and Roses) 2000-es filmdráma, amit Ken Loach rendezett. A forgatókönyvet a Justice for Janitors 1990-es mozgalom alapján Paul Laverty készítette. A film főszerepében Pilar Padilla, Adrien Brody és Elpidia Carillo. 2000. május 10-én mutatták be a cannes-i filmfesztiválon, ahol Arany Pálmára jelölték. A produkció több filmfesztivál programján is szerepelt, mint a Torontói Nemzetközi Filmfesztivál. A magyar bemutató pontos dátumáról nincs elérhető adat. 

## Történet
Maya Mexikóból érkezett Los Angelesbe, hogy új életet kezdjen. Nővérével, Rosával együtt illegálisan vándoroltak be, és takarítónőként sikerül elhelyezkedniük az egyik emeletes házban. A munkába állás után hamar kiderül, hogy a bérek és a munkakörülmények között hatalmas különségek vannak, amelyekkel a takarítók nap mint nap szembesülnek.
Maya megismerkedik Sammel, aki szakszervezetet alapított a takarítóknak. Sam célja, hogy az épületben dolgozókat feliratkoztassa, hogy orvosolni tudja a sérelmeiket. Maya meglátja benne a lehetőséget, de Rosa ellenzi a csatlakozást, mert fél a retorziótól.

## Szereplők
| Szerep      | Színész          | Magyar hangja      |
| ----------- | ---------------- | ------------------ |
| Maya        | Pilar Padilla    | Kisfalvi Krisztina |
| Sam Shapiro | Adrien Brody     | Dolmány Attila     |
| Rosa        | Elpidia Carrillo | Náray Erika        |
| Bert        | Jack McGee       | n.a                |
| Simona      | Monica Rivas     | n.a                |
| Luis        | Frank Davilla    | n.a                |
| Anna        | Lillian Hurst    | n.a                |
| Ben         | Mayron Payes     | n.a                |
| Berta       | Maria Orellana   | n.a                |
| Maria       | Elena Antonenko  | n.a                |
| Olga        | Olga Gorelik     | n.a                |
| Perez       | George Lopez     | n.a                |

Stáblistán nem szereplő bulivendégek
- Tim Roth
- Ron Perlman
- William Atherton
- Vanessa Angel
- Benicio del Toro
- Ódéd Fehr
- Chris Penn
- Robin Tunney
- Samuel West

## Fogadtatás

### Kritikai visszhang
A film általánosságban jó értékeléseket kapott. A Rotten Tomatoeson 67%-os minősítést ért el 63 értékelés alapján, az összefoglaló szerint: „A Kenyér és rózsának vannak erőteljes pillanatai, de néha prédikálásba is süllyed.” Desson Thomson a Washington Posttól azt írta: „Minden okunk megvan rá, hogy megnézzük a Kenyér és rózsát.” Jay Carr a Boston Globe-tól azt írta: „Bármennyire is didaktikus néha, a szíve mindig nagyobb, mint az ideológiája.” Kevin Thomas a Los Angeles Timestól azt írta: „Ennek a vibráló, felkavaró filmnek az az erőssége, hogy nem tér el attól, hogy egy szerelmi történetet próbáljon felölelni, és ráadásul mer olyan végkifejlettel zárni, amely határozottan keserédes.”
A MetaCritic 57 pontot adott a 100-ból 19 vélemény alapján. Kevin Maynard a Mr Showbiztől azt írta: „A film soha nem kevesebb, mint a lebilincselő szórakoztatás és a társadalomkritika kielégítő keveréke. Az alakítások egységesen kiválóak.” Jessica Winter a Village Voice-tól azt írta: „Igazi tudatosságnövelő, de kevésbé társadalmi-realista elbeszélés, mint inkább egy nagy volumenű rally.” A Chicago Reader szerint: „Szenved az ügyetlen színészi játéktól (főleg a hispán amatőrök), Paul Laverty nyilvánvaló forgatókönyvétől és a karakterek leegyszerűsítő szemléletétől.”

### Bevétel adatai
A Box Office Mojo szerint a film 706 ezer dolláros bevételt ért el, a költségvetésről nincs adat.

## Fontosabb díjak és jelölések
| Esemény                        | Díj         | Kategória   | Eredmény |
| ------------------------------ | ----------- | ----------- | -------- |
| 2000-es cannes-i filmfesztivál | Arany Pálma | Arany Pálma | Jelölve  |